# Дрізд коста-риканський
Дрізд коста-риканський (Turdus nigrescens) — вид горобцеподібних птахів родини дроздових (Turdidae). Мешкає в Коста-Риці і Панамі.

## Опис

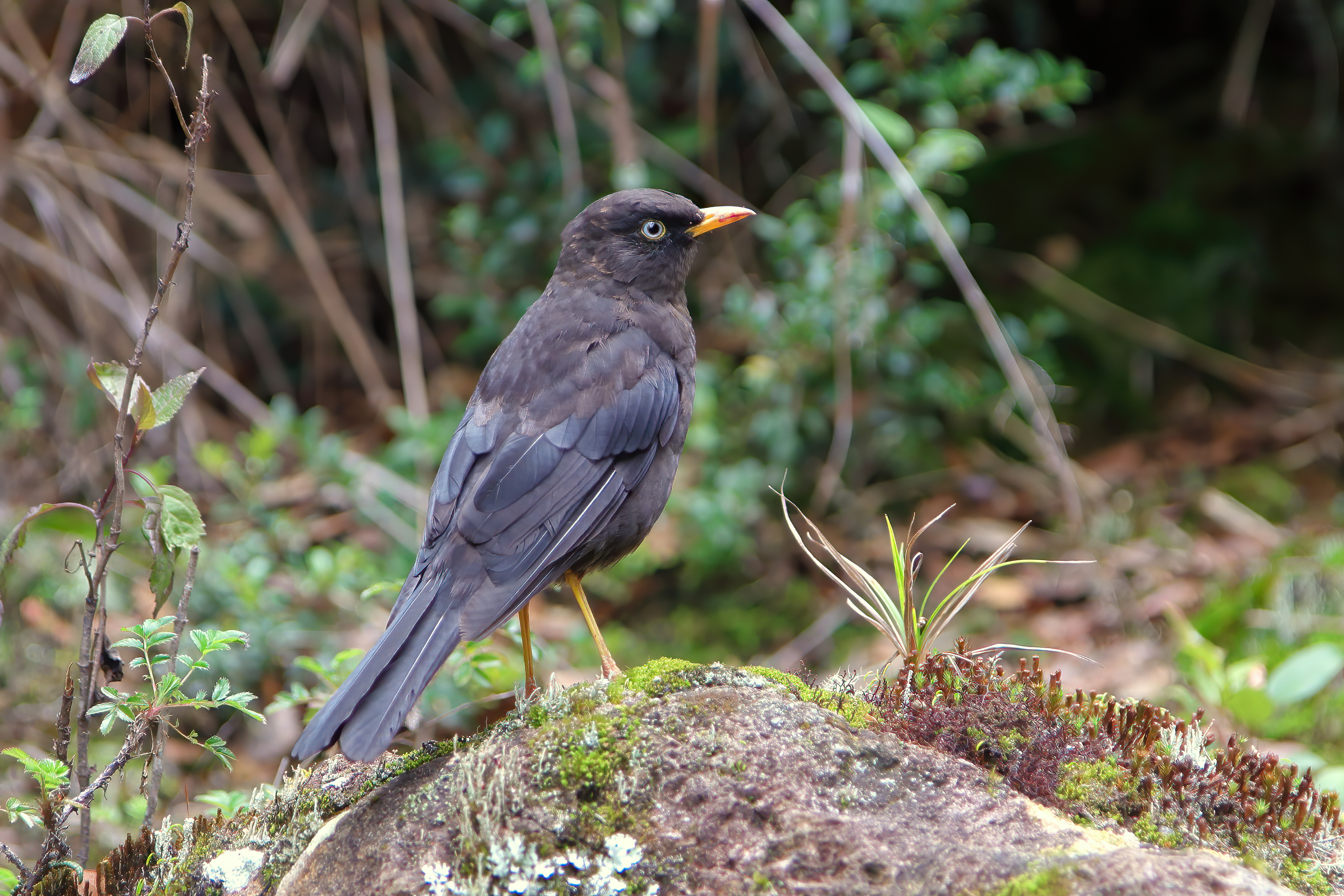
Коста-риканський дрізд

Довжина птаха становить 24-25,5 см, вага 96 г. Самці мають переважно чорнувато-буре забарвлення, крила і хвіст у них чорні, обличчя чорне. Дзьоб і лапи оранжеві, навколо очей вузькі оранжеві кільця, райдужки сірі. Самиці мають дещо блідіше, буре забарвлення, навколо очей у них вузькі оранжеві кільця. Молоді птахи загалом подібні до самиць, голова у них поцяткована охристими або оранжевими смужками, верхня частина тіла темна, нижня частина тіла поцяткована світлими плямами.

## Поширення і екологія
Коста-риканські дрозди мешкають в горах Кордильєра-Сентраль і Кордильєра-де-Таламанка. Вони живуть на високогірних луках, у високогірних чагарникових заростях, на узліссях гірських дубових лісів та на галявинах. Зустрічаються поодинці або парами, на висоті від 2500 до 3500 м над рівнем моря. Живляться комахами, павуками та іншими дрібними безхребетними, а також дрібними плодами.  Сезон розмноження триває з березня по травень. Гніздо розміщується на дереві, на висоті від 2 до 8 м над землею. В кладці 2 синьо-зелених яйця.